# Чаркувка-Мала
Чаркувка-Мала (пол. Czarkówka Mała) — село в Польщі, у гміні Перлеєво Сім'ятицького повіту Підляського воєводства.
Населення — 122 особи (2011).

## Демографія
Демографічна структура станом на 31 березня 2011 року:
|          | Загалом | Допрацездатний вік | Працездатний вік | Постпрацездатний вік |
| -------- | ------- | ------------------ | ---------------- | -------------------- |
| Чоловіки | 62      | 18                 | 33               | 11                   |
| Жінки    | 60      | 10                 | 30               | 20                   |
| Разом    | 122     | 28                 | 63               | 31                   |